# Bão Ida (2021)
Bão Ida, là một trong những siêu bão ở khu vực Bắc Đại Tây Dương (cấp 4) có sức tàn phá lớn, trở thành cơn bão dữ dội và gây thiệt hại lớn thứ hai đổ bộ vào bang Louisiana của Hoa Kỳ, sau cơn bão Katrina năm 2005.

## Lịch sử khí tượng

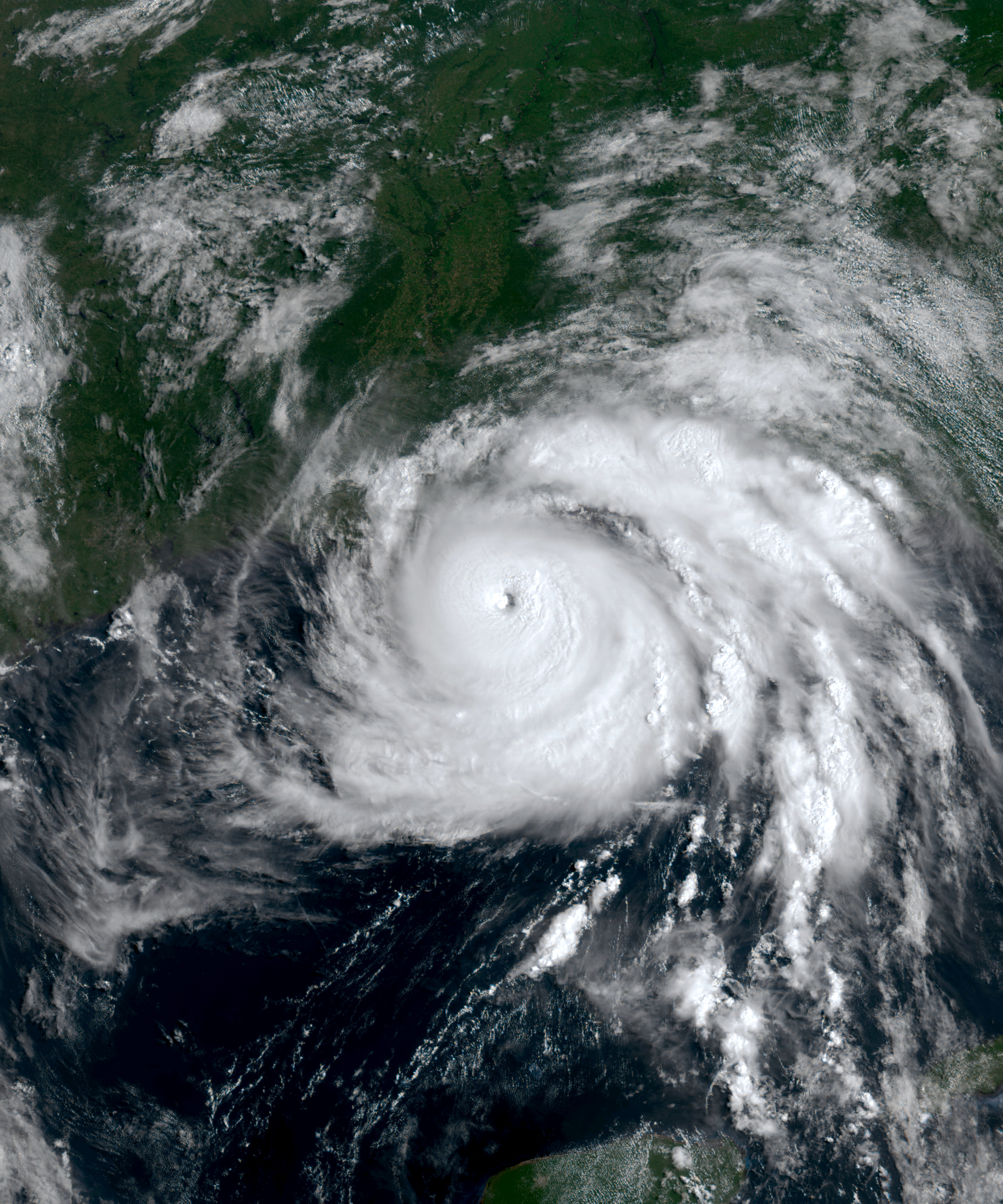
Bão Ida lúc đạt cường độ cực đại, khi chuẩn bị đổ bộ đất liền.

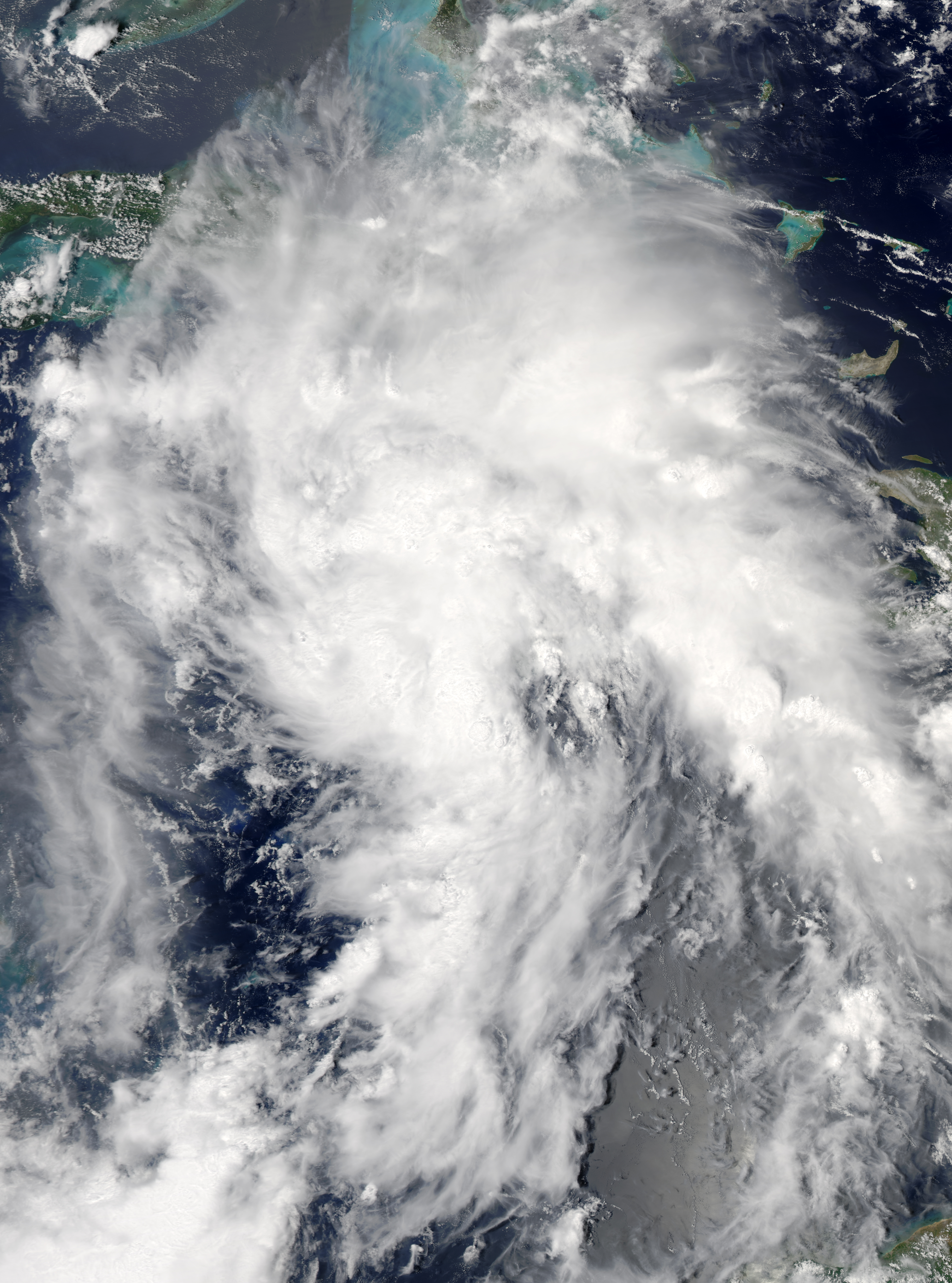
Bão Ida lúc mới hình thành

Vòng lặp vệ tinh của bão Ida trước khi đổ bộ.

Trước đó khi bão Grace và bão Henri đang hoạt động thì một vùng áp thấp hình thành gần Nam Mỹ vào ngày 23 tháng 8. Ngày 24 tháng 8, vùng áp thấp đã mạnh lên thành áp thấp nhiệt đới và được JTWC gắn số hiệu 10L. Ngày 25 tháng 8, 10L mạnh lên thành bão nhiệt đới Ida. Không lâu sau, cơn bão đã mạnh lên thành bão cấp 1 rồi đổ bộ vào Cuba và Panama. Rạng sáng ngày 27 tháng 8, bão đã mạnh lên thành bão cấp 2. Chỉ 2 giờ sau, cơn bão đã mạnh lên thành bão cấp 3. Cùng lúc, bang Mississippi và Louisiana đưa ra mức cảnh báo đổ bộ "cao nhất" sau 16 năm. Cơn bão chỉ tồn tại mức cấp 3 khoảng được 30 phút thì cơn bão đã suy yếu thành cấp 2. Đến sáng ngày 28 tháng 8, bão đã "bùng nổ" nâng mức độ lên bão cấp 4 (lúc này bang Mississippi và Louisiana gấp rút sơ tán người dân và rồi cơn bão này được dự báo là sẽ tiến thẳng vào 2 tiểu bang trên và gây ảnh hưởng nặng nề đến 2 tiểu bang này. Chiều ngày 28 tháng 8, cơn bão đã được cảnh báo sẽ tiến thẳng vào miền Đông - Bắc Mỹ. Rạng sáng ngày 29 tháng 8, bão tiến thẳng vào bang Louisiana ở cường độ mạnh nhất: 130 kn (240 km/h; 150 mph) và áp suất thấp nhất: 929 hPa (27,43 inHg). Sáng cùng ngày, bão đi qua bang Mississippi và cũng với cường độ đó nhưng lần này cấp gió giật mạnh hơn rất nhiều (nếu là cường độ 1 phút thì bão này đã san bằng với bão Katrina) với sức gió: 160 kn (295 km/h; 185 mph). Rạng sáng 30/8, bão suy yếu thành bão cấp 3 và quét qua các tiểu bang lân cận Mississippi. Vài giờ sau, bão lại suy yếu thành bão cấp 2, đây là lần 3 cơn bão đạt ngưỡng mức cấp 2. Trưa cùng ngày, bão suy yếu thành cấp 1 và đột ngột ngừng di chuyển một thời gian. Chiều ngày 30 tháng 8, bão đã suy yếu thành bão nhiệt đới. Đến rạng sáng ngày 31 tháng 8, bão suy yếu thành áp thấp nhiệt đới. Ngày 1 tháng 9, Ida suy yếu thành vùng áp thấp và trôi dạt về New York.

## Thiệt hại

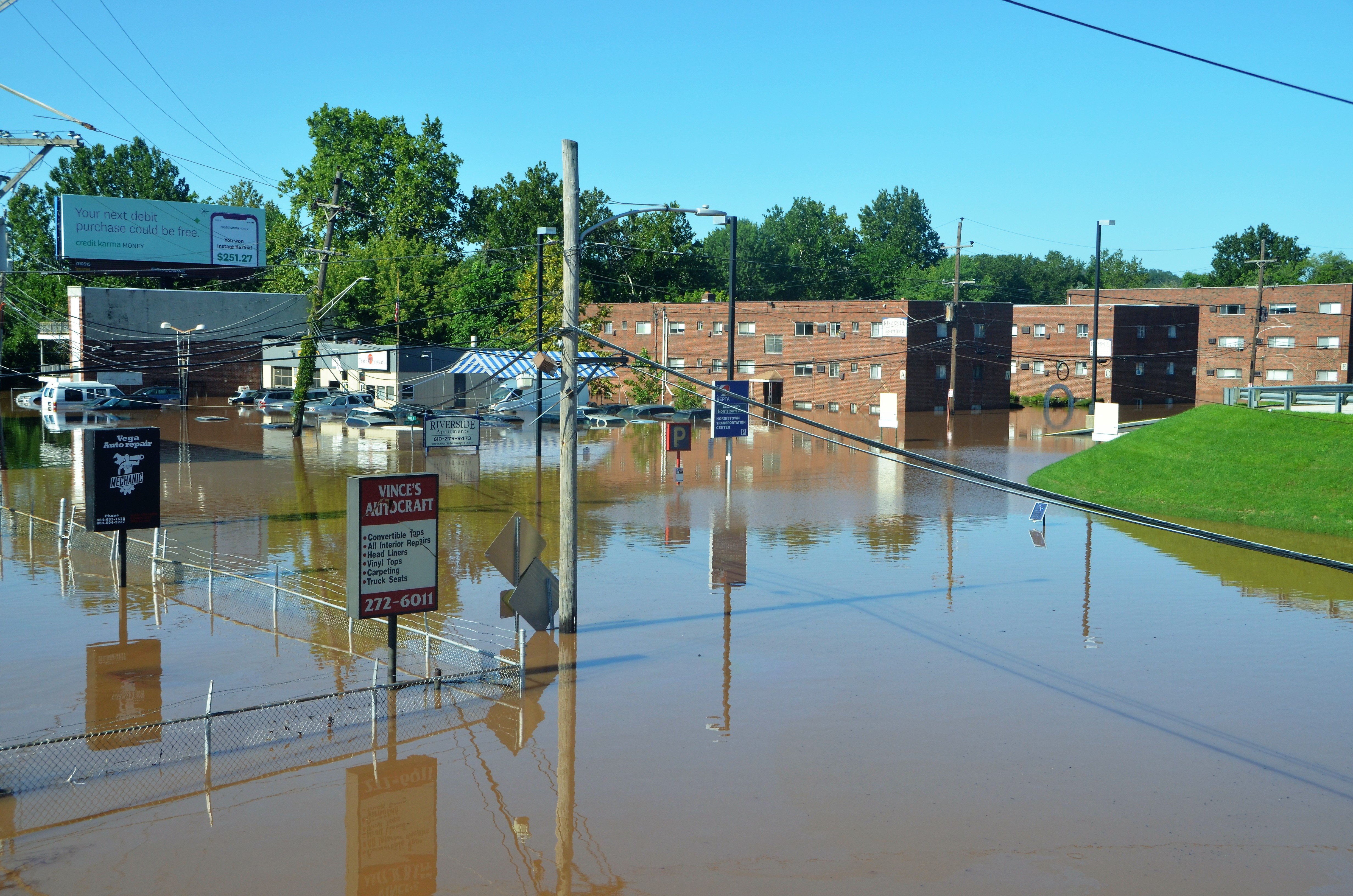
Ngập lụt do bão Ida

Mưa lớn từ áp thấp nhiệt đới Ida đã gây ra lũ lụt và lở đất gây thiệt hại trên khắp Venezuela, dẫn đến ít nhất 20 người thiệt mạng. Cây cối bị đổ và nhiều ngôi nhà bị phá hủy khi Ida đi qua Cuba. Cơn bão đã gây ra thiệt hại đáng kể trên diện rộng khắp vùng ven biển phía tây nam Louisiana; các phần của khu vực đô thị New Orleans bị mất điện trong vài tuần. Ida cũng gây ra một đợt bùng phát lốc xoáy bắt đầu với nhiều cơn lốc xoáy yếu ở Mississippi, Louisiana, Alabama. Tàn dư của Ida sau đó đã tạo ra một số cơn lốc xoáy hủy diệt và lũ quét trên diện rộng ở Đông Bắc Hoa Kỳ với một số trường hợp khẩn cấp lũ quét và tình trạng khẩn cấp về lốc xoáy (lần đầu tiên được ban hành cho khu vực cũng như lần đầu tiên đến từ một xoáy thuận nhiệt đới) được ban hành trong các khu vực trải dài từ Philadelphia đến Thành phố New York. Một cơn lốc xoáy EF2 đã gây ra thiệt hại đáng kể ở Annapolis, Maryland trong khi một cơn lốc xoáy EF2 cấp thấp gây ra thiệt hại đáng kể ở Oxford, Pennsylvania. Một cơn lốc xoáy EF2 khác đã gây ra một vụ chết người ở Thị trấn Thượng Dublin, Pennsylvania trước khi một cơn lốc xoáy EF3 hủy diệt làm hư hại nặng hoặc phá hủy nhiều ngôi nhà ở Mullica Hill, New Jersey. Trận lũ lụt thảm khốc trên diện rộng đã đóng cửa hầu hết hệ thống giao thông ở Thành phố New York. Ida gây ra thiệt hại ước tính 75,25 tỷ USD và làm ít nhất 115 người chết; con số này bao gồm thiệt hại 75 tỷ đô la và 95 người chết ở Hoa Kỳ. Phần lớn những cái chết đó xảy ra ở Louisiana, New Jersey và New York.